# Saint-Laurent (Côtes-d’Armor)
Saint-Laurent település Franciaországban, Côtes-d’Armor megyében. Lakosainak száma 533 fő (2022. január 1.). Saint-Laurent Bégard, Brélidy, Kermoroc’h, Landebaëron, Pédernec és Plouisy községekkel határos.

## Népesség
A település népessége az elmúlt években az alábbi módon változott:
| Lakosok száma | 333  | 361  | 437  | 409  | 521  | 500  | 487  | 468  | 491  | 533  |
|               | 1968 | 1982 | 1990 | 2006 | 2013 | 2015 | 2017 | 2019 | 2020 | 2022 |